# 古螺站
古螺站（越南语：／*/?）是越南河老铁路和河太铁路的一座火车站，位于河内市东英县，距河内站18公里。铺设有标准轨及米轨共行的混合轨。